# Magnolia pubescens
Magnolia pubescens là một loài thực vật có hoa trong họ Magnoliaceae. Loài này được (Merr.) Figlar & Noot. mô tả khoa học đầu tiên năm 2004.